# Menago
Le Menago est une rivière de Vénétie et un affluent du Tartaro-Canalbianco-Pô du Levant.

## Géographie
Elle prend sa source près de Cadidavid frazione de la commune de Vérone et se jette dans le Tartaro-Canalbianco-Pô du Levant 40 km plus loin.

## Communes traversées
- Vérone
- Buttapietra
- Oppeano
- Bovolone
- Casaleone
- Cerea

## Affluents

### Affluents de gauche
- Scolo Seresin
- Scolo Bonamone
- Bolletta
- Crear
- Frescà
- Canossa

### Affluents de droite
- Menaghetto
- Maceniga
- Schiva
- Scolo generale
- Scolo Fossà
- Drizzagno
- Fumanella
- Peccana
- Peccanella
- Speziala
- Fossa Nuova.

## Source de traduction
- (it) Cet article est partiellement ou en totalité issu de l’article de Wikipédia en italien intitulé « Menago » (voir la liste des auteurs).